# 입한재
입한재는 대한민국 충청남도 당진시 원당동 146에 있는 재실이다. 1993년 5월 21일 당진시의 향토유적 제5호로 지정되었다.

## 개요
구봉 송익필 선생의 위패를 모신 재실이다.